# East of Scotland Championships 1968
Die East of Scotland Championships 1968 im Badminton fanden Anfang Dezember 1968 in Edinburgh statt.

## Finalresultate
| Disziplin    | Sieger                      | Finalist                      | Ergebnis           |
| ------------ | --------------------------- | ----------------------------- | ------------------ |
| Herreneinzel | Adam Flockhart              | Nicol McCloy                  | 18-17, 15-8        |
| Dameneinzel  | Eva Twedberg                | Marianne Flykt                | 11-1, 11-0         |
| Herrendoppel | Ian Hume Jim McNeillage     | Douglas Hendry Mac Henderson  | 15-13, 13-15, 15-5 |
| Damendoppel  | Maureen Hume Mary Thompson  | Muriel Ferguson Betty Goodwin | 15-2, 14-18, 15-7  |
| Mixed        | Mac Henderson Betty Goodwin | Jim McNeillage Maureen Hume   | 15-12, 18-15       |